# Museo y Archivo Histórico de Portoviejo
El Museo Portoviejo y Archivo Histórico está situado frente al Parque Central de Portoviejo, la capital de la provincia de Manabí, en Ecuador.

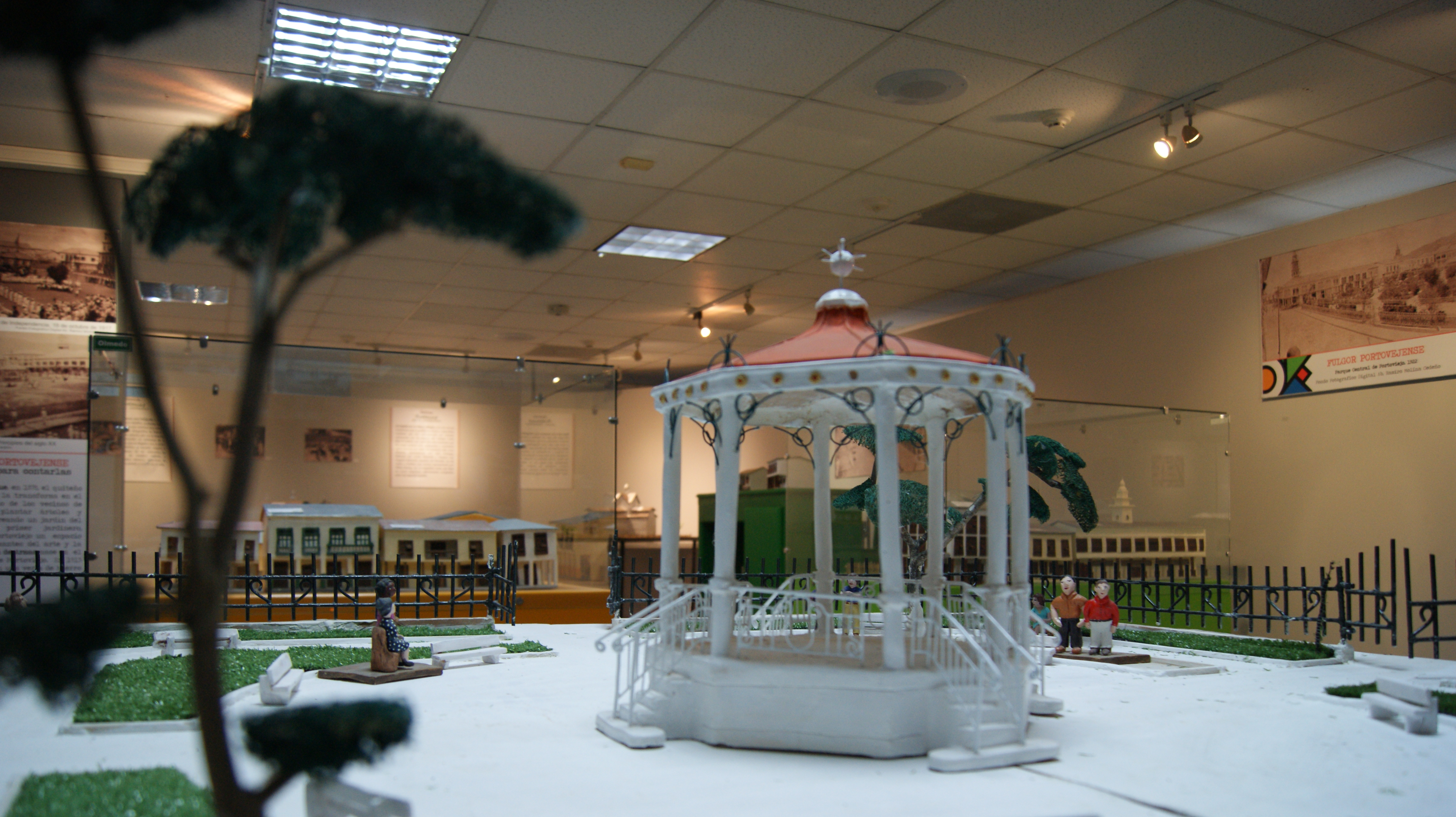

Se creó el 18 de mayo del año 2007 con el propósito de rescatar, preservar y restaurar los fondos arqueológicos, artísticos y documentales de la provincia.
Dentro de sus instalaciones alberga la Biblioteca Sede Portoviejo del Ministerio de Cultura y Patrimonio, el Archivo Histórico y la Reserva Arqueológica Colonial, Auditorio, Centro Documental, Cafetería Cultural, Sala de Talleres y Tienda de Publicaciones y libros, además de salas de exposiciones temporales y permanentes, sala de talleres y réplicas de piezas arqueológicas.
En el subsuelo del Museo Portoviejo y Archivo Histórico de Portoviejo se encuentra la Biblioteca Sede Portoviejo y el Archivo Histórico, que posee una hemeroteca de periódicos regionales del siglo XX.
Uno de sus objetos emblemáticos es la prensa tipográfica alemana de marca Excelsior fabricada en 1853, en la que se imprimía el Semanario Eloy Alfaro en 1927.
En la Reserva Arqueológica se desarrolla el programa de arqueología colonial de Portoviejo.
Exhibe fragmentos de objetos encontrados en dos prospecciones arqueológicas realizadas en su centro histórico.
Entre las exposiciones permanentes se encuentran “Manos que trabajan”, en la planta baja, “Mirando al papel desde las claves del arte”, exposiciones temporales de arte plástico; primer piso, "Miniaturas Incógnitas" y “Resplandor Aborigen” en el segundo piso.